# Quốc lộ 1B
De Quốc lộ 1B (nationale weg 1B) is een nationale weg in Vietnam. De weg is 148,5 km lang en loopt vanaf het district Cao Lộc van de stad Đồng Đăng tot de Gia Bảybrug in de stad Thái Nguyên. De weg ligt in de provincies Lạng Sơn en Thái Nguyên.
QL1 · QL1B · QL1K · QL2 · QL3 · QL4 · QL5 · QL6 · QL7A · QL7B · QL8A · QL8B · QL9A · QL9B · QL12 · QL12A · QL14 · QL14B · QL14C · QL14D · QL14E · QL15 · QL15 (Biên Hoà) · QL18 · QL20 · QL51 · QL55 · QL56